# Variation d'une mesure
Ne doit pas être confondu avec la variation totale d'une fonction.
En mathématiques et plus particulièrement en théorie de la mesure, la variation est une mesure réelle positive associée à une mesure signée ou complexe.

## Définition

### Mesure signée
Définition (variation d'une mesure signée) — Soit {\displaystyle \sigma } une mesure signée sur un espace mesurable {\displaystyle (X,{\mathcal {A}})}. Notons {\displaystyle \sigma =\sigma ^{+}-\sigma ^{-}} la décomposition de Jordan de {\displaystyle \sigma }. 
La variation de {\displaystyle \sigma } est alors l'application {\displaystyle \vert \sigma \vert :=\sigma ^{+}+\sigma ^{-}}.

### Mesure complexe
Définition (variation d'une mesure complexe) — Soit {\displaystyle \mu } une mesure complexe sur un espace mesurable {\displaystyle (X,{\mathcal {A}})}. La variation de {\displaystyle \mu } est l'application définie par 
pour tout {\displaystyle A\in {\mathcal {A}}}.
Il est équivalent, dans la définition de la variation d'une mesure complexe, de prendre le supremum sur l'ensemble des partitions dénombrables, au lieu de finies.
Les deux définitions précédentes, pour les mesures signées et complexes, ne sont pas incompatibles. En effet, il s'avère qu'elles coïncident pour les mesures signées finies. 

## Propriétés
- Si {\displaystyle \nu } est une mesure réelle positive, alors {\displaystyle \vert \nu \vert =\nu }.
- La variation d'une mesure signée ou complexe est toujours une mesure réelle positive. De plus, la variation d'une mesure complexe est une mesure finie[2].
- Si {\displaystyle \mu } est une mesure complexe sur {\displaystyle (X,{\mathcal {A}})}, alors {\displaystyle \vert \mu \vert } est la plus petite mesure réelle positive {\displaystyle \nu } satisfaisant {\displaystyle \vert \mu (A)\vert \leq \nu (A),\,\forall A\in {\mathcal {A}}}[2].
- Soit {\displaystyle \rho } une mesure signée ou complexe sur {\displaystyle (X,{\mathcal {A}})} et {\displaystyle A\in {\mathcal {A}}}. Alors {\displaystyle \vert \rho \vert (A)=0} si et seulement si tout sous-ensemble {\displaystyle {\mathcal {A}}}-mesurable {\displaystyle B} de {\displaystyle A} vérifie {\displaystyle \rho (B)=0}. Autrement dit, {\displaystyle A} est nul pour {\displaystyle \vert \rho \vert } si et seulement si {\displaystyle A} est totalement nul pour {\displaystyle \rho }[2].
- Si {\displaystyle \rho } est une mesure signée ou complexe et {\displaystyle \lambda } est un scalaire, alors {\displaystyle \vert \lambda \rho \vert =\vert \lambda \vert \vert \rho \vert }.
- Si {\displaystyle \mu _{1},\mu _{2}} sont deux mesures complexes sur le même espace mesuré, alors {\displaystyle \vert \mu _{1}+\mu _{2}\vert \leq \vert \mu _{1}\vert +\vert \mu _{2}\vert }. L'égalité n'est pas forcément atteinte, en effet, {\displaystyle \mu _{1}=-\mu _{2}\neq 0} est un contre exemple[3].
- Soit {\displaystyle \nu } une mesure réelle positive sur {\displaystyle (X,{\mathcal {A}})} et {\displaystyle g} une fonction {\displaystyle \nu }-intégrable à valeurs réelles ou complexes. Si on pose

{\displaystyle \rho (A)=\int _{A}g(x)d\nu ~~~\forall A\in {\mathcal {A}}}
alors
{\displaystyle \vert \rho \vert (A)=\int _{A}\vert g\vert (x)d\nu ~~~\forall A\in {\mathcal {A}}}.

## Variation totale
Définition (variation totale) — Soit {\displaystyle \rho } une mesure signée ou complexe sur un espace mesurable {\displaystyle (X,{\mathcal {A}})}. La variation totale de {\displaystyle \rho } est la quantité {\displaystyle \vert \vert \rho \vert \vert _{VT}:=\vert \rho \vert (X)}.
L'ensemble des mesures signées finies (resp. mesures complexes) sur {\displaystyle (X,{\mathcal {A}})} est un espace vectoriel réel (resp. complexe) où la variation totale définit une norme. Cela justifie la notation {\displaystyle \vert \vert \cdot \vert \vert _{VT}} et explique pourquoi on trouve parfois l'emploi du terme « norme en variation totale » ou « norme de la variation totale » pour désigner la variation totale.
De plus l'ensemble des mesures signées finies et l'ensemble des mesures complexes sur {\displaystyle (X,{\mathcal {A}})} munis de la norme en variation totale sont des espaces de Banach.